# 小松島市立児安小学校
小松島市立 児安小学校（こまつしましりつ こやすしょうがっこう）は、徳島県小松島市田浦町にある公立小学校。

## 沿革
- 1874年（明治07年） - 第三大区名東県勝浦郡第16区前原小学校を創設。
- 1877年（明治10年） - 公立前原小学校と改称。
- 1890年（明治23年） - 小松島尋常小学校と改称。
- 1892年（明治25年） - 児安尋常小学校と改称。
- 1926年（大正15年） - 徳島県小松島町立児安尋常小学校と改称。
- 1932年（昭和07年） - 徳島県勝浦郡児安尋常小学校と改称。
- 1941年（昭和16年） - 徳島県勝浦郡小松島町児安国民学校と改称。
- 1947年（昭和22年） - 徳島県勝浦郡小松島町児安小学校と改称。
- 1951年（昭和26年） - 市制実施に伴い、小松島市立児安小学校と改称。

## 校訓
- 強く
- 明るく
- 正しく

## 通学区域
通学区域は以下の通りである。
- 小松島町
  - 喜来
  - 菖蒲田（バイパス以西）
- 日開野町
  - 加々三松
  - 時信
  - 四反地
  - 宮免
  - 川村塚
  - 宗人屋敷
  - 勝久（バイパス以西）
  - 末次（バイパス以西）
  - かがませ（市道日開野中田駅線以西）
  - 弥三次（市道日開野中田駅線以西）

- 新居見町
- 田浦町
- 前原町（バイパス以西）
- 江田町
  - 大江田（バイパス以西）
- 中郷町
  - 高田（バイパス以西）
  - 露ノ本（バイパス以西）
  - 前田（バイパス以西）
  - 加藤（バイパス以西）

## 進学先中学校
全域で小松島市立小松島中学校に進学できる。

## 通学区域が隣接している学校
- 小松島市立芝田小学校
- 小松島市立南小松島小学校
- 小松島市立小松島小学校
- 小松島市立千代小学校
- 徳島市大松小学校
- 徳島市渋野小学校
- 徳島市宮井小学校